# Agide Simonazzi
Agide Simonazzi (Roverbella, 11 febbraio 1896 – Roma, 1º aprile 1951) è stato un velocista e mezzofondista italiano.

## Biografia
Nel 1919 vinse il campionato italiano con la staffetta 4×400 metri maschile dello Sport Club Italia Milano.
Partecipò ai Giochi olimpici di Anversa 1920 dove gareggiò sui 400 e sugli 800 metri, venendo eliminato al primo turno in entrambe le competizioni.

## Campionati nazionali
1919
- Bronzo ai campionati italiani assoluti, 400 m piani - 55"1/5
- Bronzo ai campionati italiani assoluti, 800 m piani - 2'12"2/5
- Bronzo ai campionati italiani assoluti, 1500 m piani - 4'20"3/5
- Argento ai campionati italiani assoluti, 1200 m siepi - 3'45"1/5
- Oro ai campionati italiani assoluti, staffetta 4x400 m - 3'43"2/5

1921
- Argento ai campionati italiani assoluti, 400 m hs - 1'03"0

1923
- Argento ai campionati italiani assoluti, staffetta 4x400 m - 3'42"0